# Ciakar (Cibeureum)
Ciakar is een bestuurslaag in het regentschap Kota Tasikmalaya van de provincie West-Java, Indonesië. Ciakar telt 5462 inwoners (volkstelling 2010).